# Moxostoma hamiltoni
Moxostoma hamiltoni је зракоперка из реда Cypriniformes. 

## Угроженост
Ова врста је на нижем степену опасности од изумирања, и сматра се скоро угроженим таксоном.

## Распрострањење
Сједињене Америчке Државе су једино познато природно станиште врсте.

## Станиште
Станишта врсте су планине и слатководна подручја.